# Ustetschko (Tschortkiw)
Ustetschko (ukrainisch und russisch Устечко; polnisch Uścieczko) ist ein Dorf im Rajon Tschortkiw der Oblast Ternopil im Westen der Ukraine.

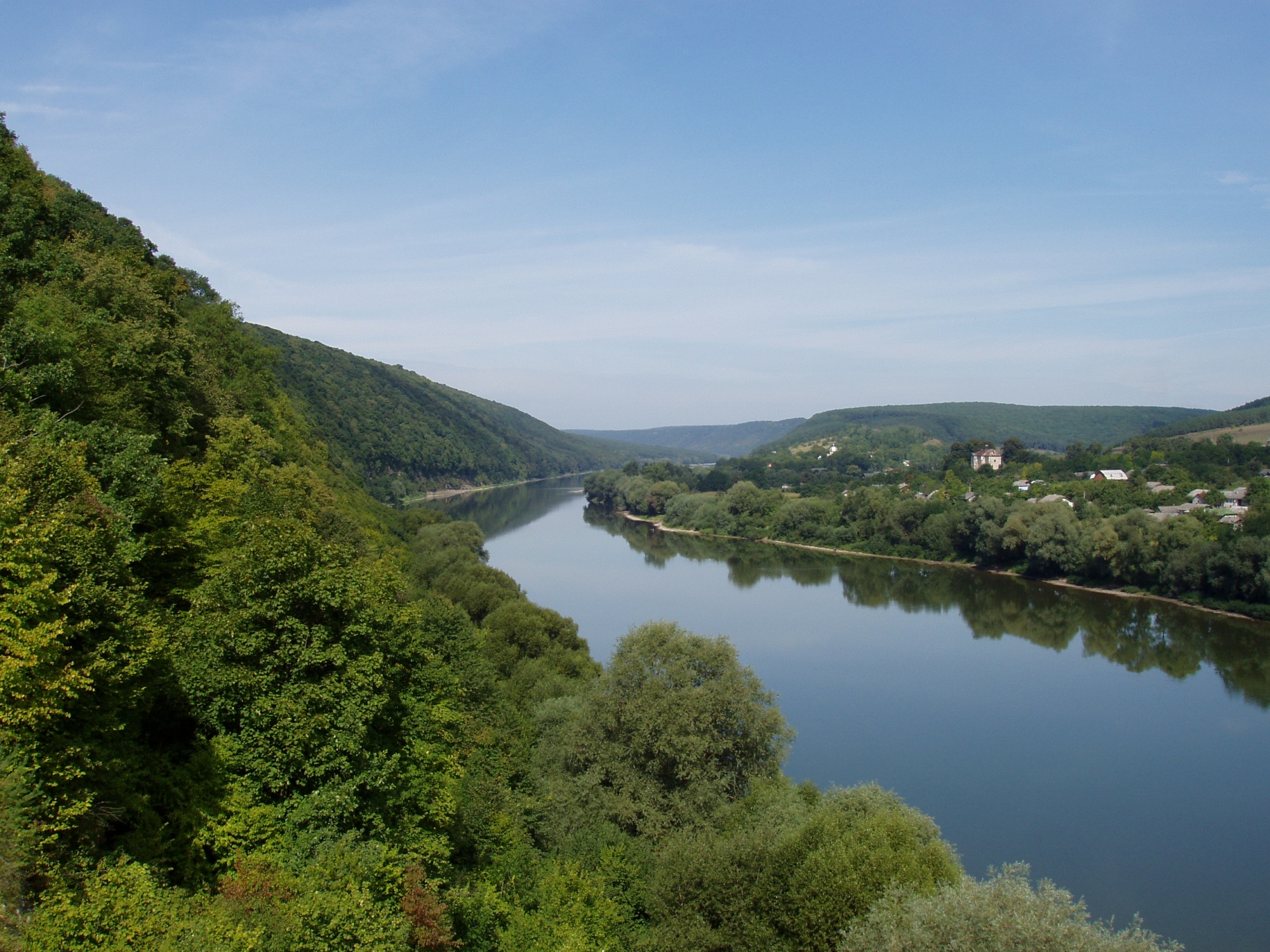
Blick vom Dnisterufer auf den Ort

Der Ort liegt etwa 87 Kilometer südlich der Oblasthauptstadt Ternopil und 17 Kilometer nordwestlich der ehemaligen Rajonshauptstadt Salischtschyky am Ufer des Dnister.
Die Ortschaft wurde 1414 zum ersten Mal erwähnt, erhielt 1661 das Magdeburger Stadtrecht und lag zunächst in der Adelsrepublik Polen-Litauen, Woiwodschaft Podolien als Teil der Adelsrepublik Polen. Von 1772 bis 1918 gehörte sie, mit Unterbrechung zwischen 1810 und 1815, als sie als Teil des Tarnopoler Kreises an Russland abgetreten werden musste, unter ihrem polnischen Namen Uścieczko zum österreichischen Galizien (bis 1918, dann im Bezirk Zaleszczyki).
Von 1867 bis 1880 war der Ort Sitz des Bezirksgerichts des Gerichtsbezirks Uścieczko, danach wurde es nach Tłuste verlegt.
Nach dem Ende des Ersten Weltkrieges kam der Ort zu Polen und lag hier in der Woiwodschaft Tarnopol im Powiat Zaleszczyki der Gmina Uścieczko. Im Zweiten Weltkrieg wurde die Ortschaft ab September 1939 von der Sowjetunion und ab Sommer 1941 bis 1944 von Deutschland besetzt und hier in den Distrikt Galizien eingegliedert.
Nach dem Ende des Krieges wurde Ustetschko der Sowjetunion zugeschlagen und kam, nunmehr zum Dorf herabgestuft, zur Ukrainischen SSR. Seit dem Zerfall der Sowjetunion 1991 ist das Dorf ein Teil der unabhängigen Ukraine.
Am 12. Juni 2020 wurde das Dorf ein Teil der Siedlungsgemeinde Towste, bis dahin bildete es die Landratsgemeinde Ustetschko (Устечківська сільська рада/Ustetschkiwska silska rada) im Zentrum des Rajons Salischtschyky.
Am 17. Juli 2020 wurde der Ort Teil des Rajons Tschortkiw.

## Persönlichkeiten
- Olha-Melanija Kultschyzka (1873–1940), dekorative Kunsthandwerkerin und Lehrerin
- Abraham Jakob Mark (1884–1941), Oberrabbiner der jüdischen Gemeinde der Bukowina